# Pałac w Krechowie
Pałac w Krechowie – pałac króla Polski Jana III Sobieskiego częściowo rozebrany przez Micewskich, którzy pozostawili jego prawe skrzydło. Na piwnicami części głównej wzniesiono nowy dwór. Obiekt został zniszczony w 1944 r. a otaczający park wycięty.